# Kenai Kiprotich Kenei
Kenai Kiprotich Kenei (1978) is een Keniaanse langeafstandsloper, die zich gespecialiseerd heeft in de marathon.
In 2006 behaalde Kenei een tweede plaats op de marathon van Parijs in 2:08.51 achter de Ethiopiër Gashaw Asfaw. In 2007 liep hij zijn persoonlijk record van 2:07.42 op de marathon van Hamburg.
In 2008 finishte hij als eerste op de marathon van Xiamen in 2:09.49.

## Persoonlijke records
| Onderdeel | Prestatie | Datum         | Plaats  |
| --------- | --------- | ------------- | ------- |
| 25 km     | 1:15.14   | 29 april 2007 | Hamburg |
| 30 km     | 1:30.02   | 29 april 2007 | Hamburg |
| marathon  | 2:07.42   | 29 april 2007 | Hamburg |

## Palmares

### 25 km
- 2007: 5e 25 km van Berlijn - 1:15.14

### marathon
- 2003: 12e marathon van Venetië - 2:19.39
- 2006:  marathon van Parijs - 2:08.51
- 2007:  marathon van Hamburg - 2:07.42
- 2007: 7e marathon van Peking - 2:14.30
- 2008:  marathon van Xiamen - 2:09.49
- 2008: 8e marathon van Hamburg - 2:10.33
- 2008: 8e marathon van Seoel - 2:11.21
- 2009:  marathon van Daegu - 2:10.00
- 2010: 4e marathon van Xiamen - 2:10.46